# 1999-nen no natsu yasumi
1999-nen no natsu yasumi (1999年の夏休み, Sen-kyūhyaku-kyūjūkyū-nen no natsu yasumi) é um filme japonês do género drama romântico, realizado por Shusuke Kaneko e escrito por Rio Kishida, com base no manga shōjo Thomas no Shinzō de Moto Hagio, sobre quatro rapazes no colégio interno. Embora o manga se refira às relações homoeróticas entre rapazes, o realizador Shusuke Kaneko usou meninas de catorze e dezasseis anos de idade para interpretar os rapazes no filme.

## Enredo
Quatro rapazes passam as férias de verão num internato remoto. Numa sequência introdutória, Yu suicida-se, saltando de um precipício por não ter o seu amor correspondido por Kazuhiko. Mas durante o período de férias, um novo rapaz chamado Kaoru que tem a imagem exata de Yu, chega ao internato e insiste que não tem nenhuma ligação com Yu. Os outros rapazes, Naoto e Norio, também se sentem atraídos por Kazuhiko, que agora se vê fascinado por Kaoru.

## Elenco
- Eri Miyajima como Yu / Kaoru
- Tomoko Ōtakara como Kazuhiko
- Miyuki Nakano como Naoto
- Eri Fukatsu como Norio

## Lançamento
1999-nen no natsu yasumi foi lançado no Japão pelo estúdio Shochiku a 26 de março de 1988. Foi exibido como parte do Festival Novos Filmes e Realizadores no Museu de Arte Moderna em Nova Iorque em março de 1989. O filme também foi exibido no Festival de Cinema Transgénero Holandês (NTGF) em 2001. Em março de 2014, o filme também fez parte do programa que homenageou Donald Richie na Sociedade do Japão em Nova Iorque.

## Receção
Na décima edição do Festival de Cinema de Iocoama em 1989, o filme permaneceu na oitava posição da lista dos dez melhores filmes do ano. No mesmo festival, Shusuke Kaneko recebeu o prémio de melhor realização pelos filmes 1999-nen no natsu yasumi e Last Cabaret, e Kenji Takama recebeu o prémio de melhor direção de fotografia. O filme também foi nomeado para o prémio de melhor montagem na décima segunda edição dos Prémios da Academia Japonesa.

## Reconhecimentos
| Ano  | Prémios                                                                                       | Categorias                                | Destinatários e nomeados | Resultado | Referências |
| ---- | --------------------------------------------------------------------------------------------- | ----------------------------------------- | ------------------------ | --------- | ----------- |
| 1988 | Festival de Cinema de Turim (denominado na época como Festival Internacional de Cinema Jovem) | Prémio da Cidade de Turim de melhor filme | 1999-nen no natsu yasumi | Indicado  | [ 8 ]       |
| 1989 | Festival de Cinema de Iocoama                                                                 | Melhor realização                         | Shusuke Kaneko           | Venceu    | [ 6 ]       |
| 1989 | Festival de Cinema de Iocoama                                                                 | Melhor direção de fotografia              | Kenji Takama             | Venceu    | [ 6 ]       |
| 1989 | Prémios da Academia Japonesa                                                                  | Melhor montagem                           | Isao Tomita              | Indicado  | [ 7 ]       |